# Erion Hoxhallari
Erion Hoxhallari (n. 15 octombrie 1995, Korçë, regiunea Korçë, Albania) este un fotbalist albanez, care joacă pe post de fundaș la KF Tirana în Kategoria superiore. Pe plan internațional, are prezențe la națională pentru Albania U15⁠(d), Albania U17⁠(d), Albania U19⁠(d), Albania U21⁠(d) și Albania.

## Cariera de club

### Începuturi
Hoxhallari și-a făcut junioratul la KF Tirana. În prima jumătate a sezonului 2011-2012 a fost împrumutat la echipa austriacă Grazer AK.

### KF Tirana
Erion și-a făcut debutul pentru echipă în 23 noiembrie 2011 într-un meci împotriva celor de la FK Apolonia în Cupa Albaniei. A jucat toate cele 90 de minute în victoria cu 3-0. Debutul în prima ligă a Albaniei l-a făcut într-o înfrângere împotriva celor de la Kukësi. 

#### Primul împrumut
În august 2014, a fost împrumutat la Teuta împreună cu un coleg, Ardit Peposhi. A jucat 25 de meciuri și și-a ajutat echipa să scape de retrogradare.

#### Revenirea la echipa-mamă
În sezonul 2016-2017, KF Tirana a fost o echipă ciudată. Hoxhallari a jucat în 34 de meciuri, marcând de 2 ori. În ciuda eforturilor sale, KF Tirana a terminat pe locul 9, retrogradând pentru prima oară în istoria clubului. Cu toate acestea, Erion a jucat și în 7 meciuri de cupă. KF Tirana a cucerit cupa în acel sezon. În Supercupa de la începutul sezonului următor, Erion marchează (probabil) cel mai important gol din carieră, un șut din afara careului în minutul 90, care a asigurat victoria Tiranei. Sezonul 2017-2018 a marcat și revenirea Tiranei pe prima scenă a fotbalului albanez.
Hoxhallari a fost împrumutat la Laçi pentru cele 4 meciuri pe care le-au jucat în preliminariile europene la începutul sezonului 2018-2019. În sezoanele 2019-2020 și 2021-2022, Erion Hoxhallari a câștigat titlul de campion cu KF Tirana. 

### UTA Arad
Erion a semnat în vara anului 2022 cu echipa arădeană. Site-ul noii echipe exprima speranța că Erion Hoxhallari va întări defensiva echipei și că este un fotbalist de picior stâng ce poate acoperi două posturi, atât cel de apărător central, cât și lateral. Albanezul a apărut în 26 de meciuri de campionat și 5 de cupă, marcând de 2 ori și având un sezon mediocru. UTA Arad a terminat pe locul 7 în play-out-ul SuperLigii românești și se va înfrunta la barajul de menținere/promovare cu Gloria Buzău.

### Naționala Albaniei
Hoxhallari a jucat pentru reprezentativele U15, U20 și U21 ale țării sale. Și-a făcut debutul la naționala mare pe 11 noiembrie 2020, într-un amical împotriva Kosovo.

### Fizic
Conform site-ului celor de la UTA Arad, Hoxhallari are 1,83 metri înălțime și 75 de kilograme.

### Statistici carieră
| Club      | Meciuri | Goluri | Asisturi | Cartonașe galbene | Cartonașe roșii |
| --------- | ------- | ------ | -------- | ----------------- | --------------- |
| KF Tirana | 237     | 12     | 9        | 61                | 7               |
| KF Teuta  | 30      | 1      | 0        | 7                 | 1               |
| Laçi      | 4       | 1      | 0        | 0                 | 0               |
| UTA Arad  | 31      | 2      | 0        | 7                 | 1               |